# Enseignement du français langue étrangère
Pour des articles plus généraux, voir Enseignement du français et Français langue étrangère.
Le français est enseigné comme langue étrangère partout dans le monde. Les principaux réseaux qui diffusent la langue française sont celui des Alliances françaises et celui des Instituts français. Différents manuels sont utilisés comme supports de l'enseignement.
La plupart des enseignants sont formés dans les universités des pays francophones, ou à l'Alliance française Paris Île-de-France. Un « étudiant en FLE » suit une formation le préparant à être professeur, examinateur ou ingénieur pédagogique spécialisé dans le FLE.

## Amérique du Nord

### Louisiane

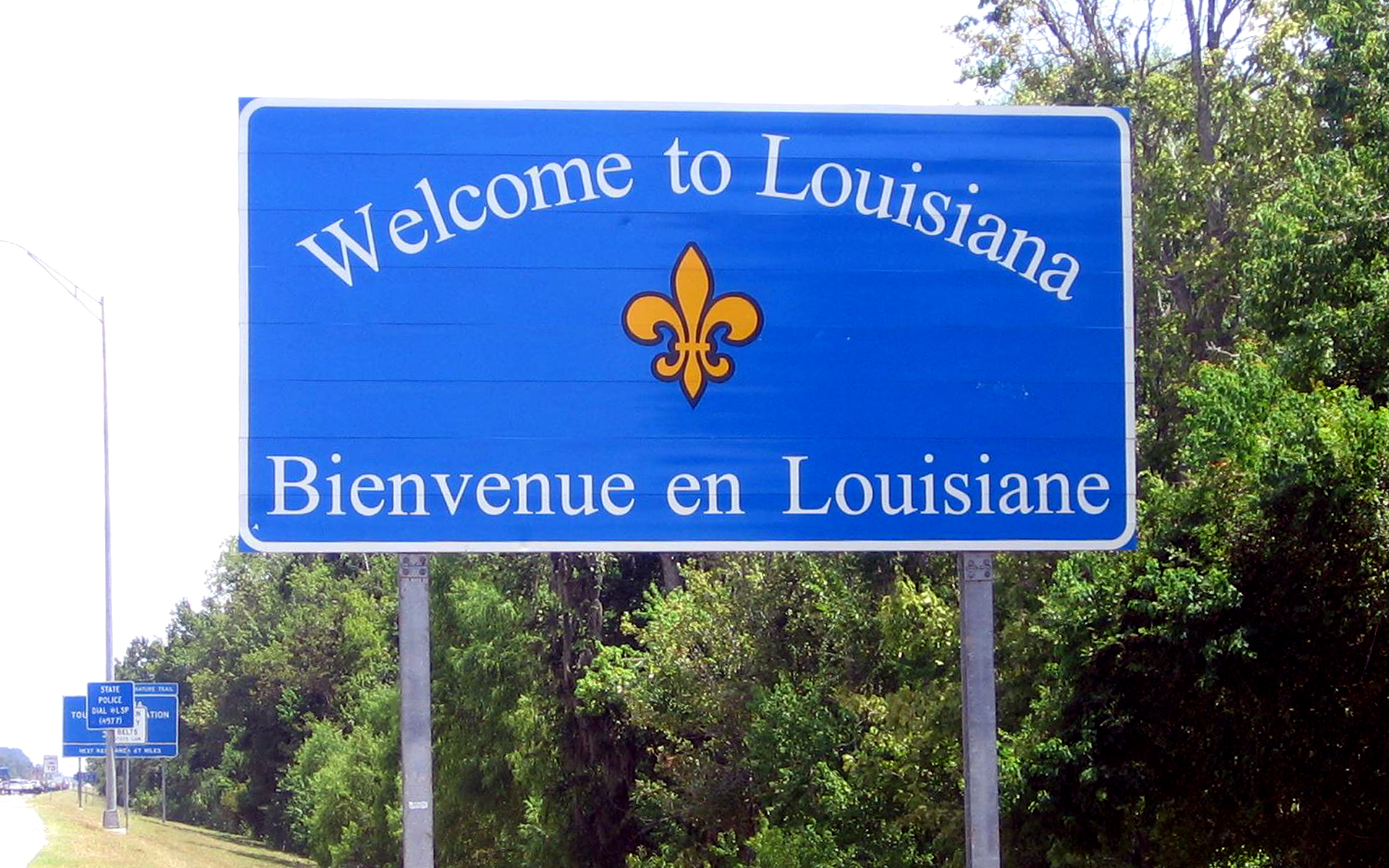
Panneau routier bilingue à l'entrée de la Louisiane.

Entre 1916 et 1931 des lois successives interdisent l'emploi de la langue française dans les écoles. En 1921, la Constitution louisianaise déclare l’anglais seule langue autorisée.
C'est seulement avec l'arrivée de James Domengeaux (1907-1988) que débute la refrancisation de la Louisiane. En 1968, il obtient l'adoption de la Loi 409, portant création du Conseil pour le développement du français en Louisiane (CODOFIL) qui a pour mission de « faire tout ce qui est nécessaire pour encourager le développement, l’utilisation et la préservation du français tel qu’il existe en Louisiane, pour le plus grand bien culturel, économique et touristique de l’État ». À cette époque, seulement le quart de la population parlait une variété de français, sans pouvoir ni le lire ni l'écrire.
Depuis la création du CODOFIL les Louisianais ont pris conscience qu'il fallait sauvegarder cette culture française et plusieurs lois ont été votées dont :
- la Loi no 408 (1968) prévoyant l'enseignement du français dans les cinq premières années des écoles primaires et les trois premières années des écoles secondaires ;
- la Loi no 259 (1968) exigeant que les universités et les collèges forment des enseignants qualifiés en français ;
- la Loi no 256 (1968) reconnaissant la langue française comme officielle dans la publication des avis juridiques et des contrats ;
- la Loi no 458 (1968) autorisant l'établissement d'une station de télévision en français[3].

En 1971, la partie méridionale de la Louisiane est reconnue officiellement comme région francophone de l'État de Louisiane sous le nom d'Acadiana.
En 1976, publication du premier livre en français cadien, Lâche pas la patate de Revon Reed. Arrivée des premiers enseignants belges.
En 1987, pour la première fois, la Louisiane participe au Sommet de la Francophonie de Québec en tant qu'observateur.
En 1991, arrivée des premiers enseignants acadiens et en 1992 les premiers programmes d'immersion débutent.
C'est en 1994 que l'université de Louisiane à Lafayette lance le premier programme de doctorat en Études francophones en Amérique du Nord.
En 1999, la FrancoFête célèbre trois cents ans de l'héritage français en Louisiane et durant l'année 2000, on assiste à la création de la première section francophone du barreau louisianais.

### Québec
La loi 101 oblige toute personne à étudier dans une école publique francophone, sauf si l'un des deux parents a fait son éducation primaire ou secondaire au Canada dans une école anglophone. Le nombre d'élèves anglophones a chuté de 43 % en vingt ans, passant de 256 251 élèves anglophones en 1971-72 à 111 466 en 1994-95. Ce phénomène est encore plus présent dans l'île de Montréal, ou le nombre d'élèves étudiant en anglais a subi une diminution de 60 % entre 1971 et 1995.
Ce grand projet de francisation est considéré comme une réussite, sachant que les anglophones sont passés de 14 % en 1971 à 7 % en 2006.
Mais aussi le pourcentage de nouveaux immigrants choisissant l'anglais comme langue d'étude est passé de 90 % en 1966 à 4 % en 2006.
La connaissance du français dans l’ensemble du Québec est passée de 93,6 % en 1991 à 93,9 % en 1996 puis à 94,6 % en 2001.
Chez les personnes de langue maternelle anglaise, l'aptitude à parler le français est passée de 35 % en 1971 à 60 % en 1991, à 67,2 % en 2001, puis à 71 % en 2006.
Chez les personnes de langue maternelle tierce, l'aptitude à parler le français est passée de 35 % en 1971 à 68,6 % en 1991 à 73,5 % en 2001,puis à 75,3 % en 2006.

## Afrique
Le français est devenu la langue la plus parlée d'Afrique grâce à l'approfondissement de l'enseignement. Le nombre de locuteurs a évolué très rapidement entre 1992 et 2002 ; le nombre d'apprenants du français en Afrique subsaharienne et océan Indien a ainsi augmenté de 60,37 %, passant de 22,337 millions à 34,563 millions de personnes.
On peut observer une tendance similaire au Maghreb. Cependant, les chiffres fournis par l'OIF pour le Maghreb ont été réunis avec ceux du Moyen-Orient ; le décompte exact pour les pays du Maghreb n'est donc pas possible mais on observe une augmentation de 10,47 millions à 18 millions d'apprenants pour cet ensemble, quand bien même le français n'est pas une langue officielle (Algérie). Il faut aussi considérer le nombre de locuteurs du français dans chaque pays pour se faire une idée de l'importance que joue le français en Afrique.

### Nigeria

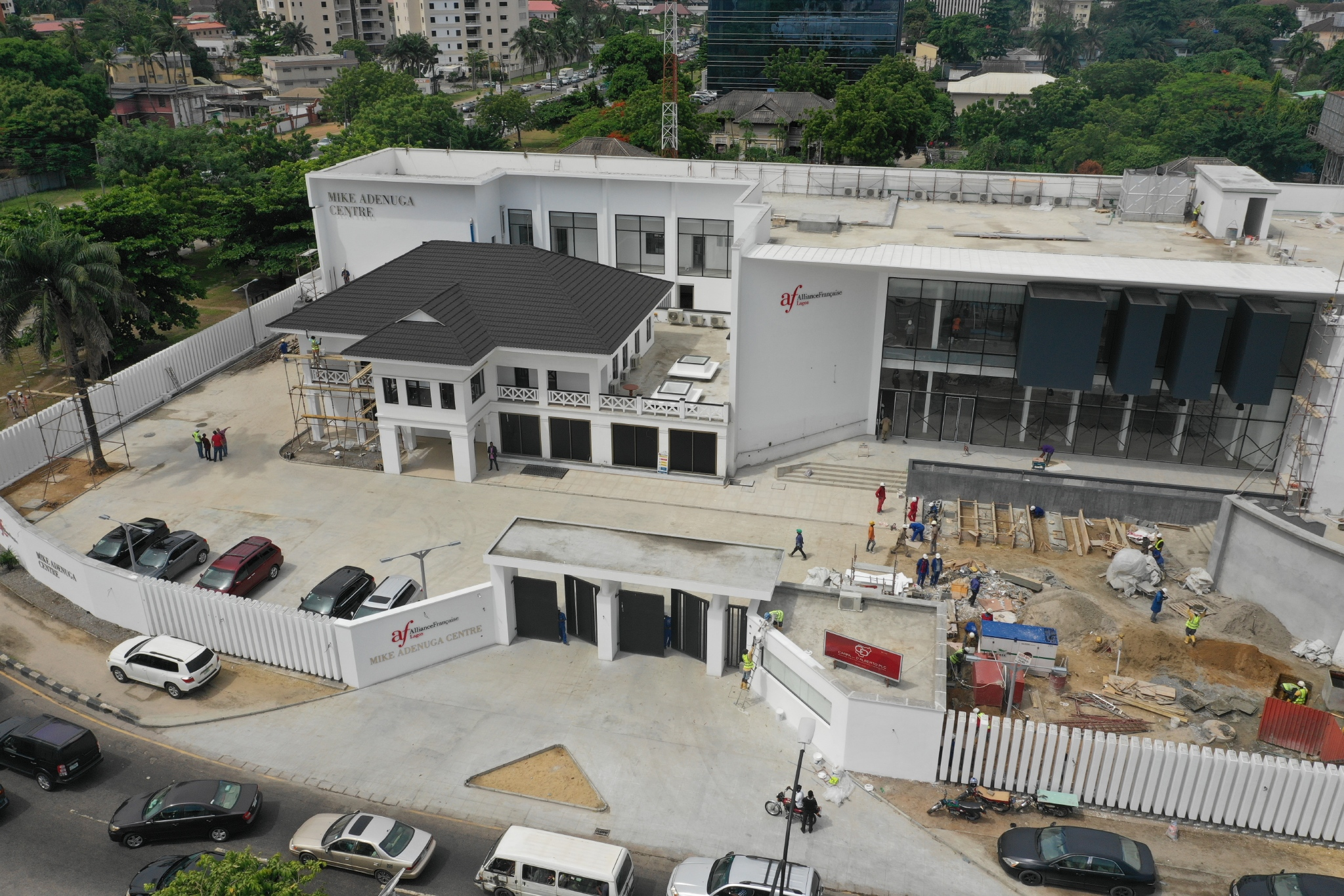
L'Alliance française de Lagos en 2019.

Le Nigeria qui est un État anglophone se trouve « enclavé » entre des pays francophones (le Bénin, le Niger, le Tchad et le Cameroun).
C'est donc vers la fin des années 1990 – début 2000 qu'il a été fait état de la volonté du gouvernement fédéral nigérian de franciser le pays en envisageant notamment un enseignement obligatoire du français comme langue vivante voire l'institution du français comme seconde langue officielle.
C'est donc dans ce contexte que le français devient progressivement langue officielle du Nigeria, comme le précise la section 1, no 10 de la Politique d'éducation nationale de 1998 : « L'enseignement du français a été déclaré obligatoire dans toutes les écoles ».
Le Nigeria a récemment fait preuve de son envie de francisation en appelant à un soutien accru à la formation de professeurs de français.
C'est en 1996 que le président nigérian Sani Abacha déclarait devant le Nigerian Institute for International Affairs que « le Nigeria est résolu à lancer un programme national d'apprentissage linguistique qui permettra, rapidement, à notre pays de devenir parfaitement bilingue ».
Aujourd'hui, plus de 91 % des élèves étudient le français dans le premier cycle du secondaire et le français est considéré comme la plus importante langue étrangère parlée au Nigeria loin derrière l'anglais. Si français fut déclaré seconde langue officielle, de 1997 à 2004, son application resta sans suite, et ce statut resta purement virtuel pendant de longues années, faute de financement concret et de volonté politique. Pendant cette période, l'anglais seul continuait à être la langue administrative, sans trace du français, sauf peut-être dans l'enseignement. Devant cette situation absurde, en 2004, il fut décidé que l'anglais était la seule langue officielle. Le statut des langues régionales fut aussi confirmé, tout en maintenant une certaine promotion du français, surtout dans l'éducation. Mais le niveau reste très bas et le taux d'analphabétisme très élevé. L'anglais reste l'un des ciments de l'unité du pays[réf. nécessaire]

### Mozambique
Le Mozambique est un État officiellement lusophone mais connaît depuis 1992 une importante progression du français. Alors que ce pays n'est même pas entouré de pays francophones, des mesures sont prises depuis les années 1990 en faveur du français.
Alors que le nombre d'étudiants du français n'était que de 5 000 dans les premières années après sa réintroduction, il est de nos jours appris par plus de 50 % des 15 à 18 ans en plus d'être choisi comme option dans les départements universitaires des sciences sociales, de médecine, de droit ainsi que par les cadres de la police et des finances.
En 1992, le français devient obligatoire pour les classes de lettres et dans certains secteurs de l'enseignement supérieur.
Le 29 septembre 2006, le Mozambique rejoint l'Organisation internationale de la francophonie.
En 2009, le français est introduit à des niveaux inférieurs (9e et 10e).
On s'attend à ce que les effectifs doublent dans une période de 5 ans dans le circuit scolaire. On prévoit aussi le lancement d’un mensuel français Flash Hebdo et l’élargissement du temps de diffusion du français sur les ondes radiophoniques, notamment grâce à Radio France Internationale.
De plus, il a été récemment annoncé que l'enseignement du français s’étendra aux classes scientifiques.

### Zambie
La Zambie, État anglophone, a connu au début des années 2000 une progression du français, comme le titrait en 2002 le journal africain SYFIA Info : « L'étonnante progression du français en Zambie ».
Le français est introduit pour la première fois dans le système scolaire zambien en 1954 avec une seule classe de français de 22 élèves, puis en 1964, l'enseignement s'étend à une douzaine d'écoles. Dans les années 1990, il y a déjà plus de 100 écoles publiques de français en Zambie.

## Asie
En Asie, le nombre de francophones ne dépasse pas 5 millions : Liban, Israël, ancienne Indochine Française pour l'essentiel. Cela sur une population qui avoisine 3 milliards d'habitants. La proportion de francophones est donc à peine supérieure à 1 habitant sur mille. Depuis les années 2000, l'Asie s'intéresse à l'enseignement du français. Tout commence en septembre 2006 quand le programme VALOFRASE (Valorisation du français en Asie du Sud-Est) a été lancé grâce à l'Agence universitaire de la Francophonie, l'Organisation internationale de la francophonie, la Centrale des syndicats au Québec, la Wallonie-Bruxelles à Hanoï et la Coopération française.
De 1994 à 2004, le nombre d'étudiants en français a augmenté de 48,8 % en Asie, ce qui reste très peu compte tenu des effectifs de départ.

### Cambodge
Alors qu'avant le lancement du programme VALOFRASE, les étudiants en français au Cambodge étaient peu nombreux, en 2007-2008, 45 434 étudiants décident de choisir le français comme langue d'apprentissage, ce nombre passe à 98 184 durant l'année 2008-2009, à 114 529 durant l'année 2009-2010 et passe à 128 097  durant l’année 2010-2011.
De plus, le nombre de régions proposant le français passe de 16 sur 24 en 2006 à 21 en 2009 puis finalement à 24 en 2011, toutes les régions l'enseignant désormais.
À partir de la rentrée 2009/2010, le français et l'anglais sont obligatoires dans le cursus scolaire des Cambodgiens (le français étant appris comme LV2).
En 2015, le français est parlé par 423 000 personnes, soit 3 % de la population du pays.

### Chine

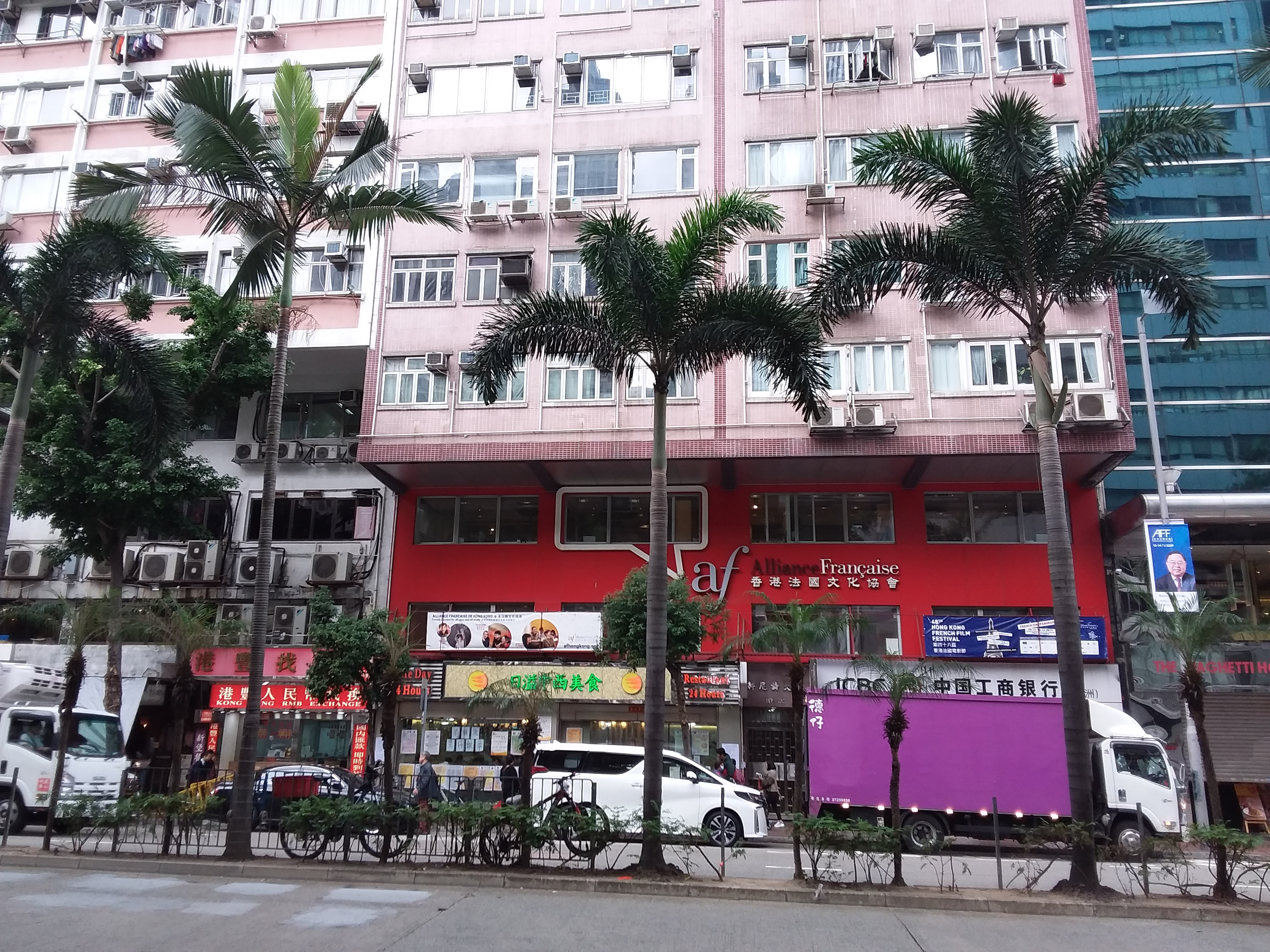
L'Alliance française de Hong Kong en 2020.

« Avec un total d'environ 15 500 (chiffres de 2002, en 2008 ils sont plus de 50 000 étudiants) apprenants de français dans les universités, et un corps enseignant de plus de 700 professeurs chinois de français et 55 professeurs français, la population chinoise montre un intérêt jamais démenti pour la langue française ».
« Il n’y a dans aucun autre pays un développement du français aussi fort qu’en Chine », affirme le directeur de l’Alliance française de Canton.
Les entreprises chinoises demandent de plus en plus de francophones pour pouvoir investir en Afrique (Michel Grenié, attaché de coopération linguistique et éducative, ambassade de France à Pékin).
Le nombre de locuteurs francophones ne cesse de s’accroître. C’est le pays où le nombre de départements de français dans les universités progresse le plus vite au monde, avec une augmentation de 200 % en huit ans.

### Inde
En Inde, 13 écoles de l'Alliance française ont pour charge d'enseigner le français à travers l'ensemble du pays. Sur les 220 000 habitants résidant à Pondichéry, 10 000 savent parler le français.

### Laos
Au Laos, le nombre d'étudiants diplômés du baccalauréat augmente de 400 % de 2004 à 2006 et de 935 % de 2004 à 2009.
Une réforme de l'éducation au Laos à l'horizon 2012 verra la prescription de l'anglais et du français[Passage à actualiser].
En 2015, le français est parlé par 190 000 personnes, soit 3 % de la population du pays.

### Thaïlande
En 2008, la Thaïlande décide de devenir membre de l'Organisation internationale de la francophonie, en raison de la francisation qui se produit en Asie mais aussi du fait que la Thaïlande partage des frontières avec deux anciens protectorats français, le Cambodge et le Laos.
En 2009, le français est la deuxième langue étrangère étudiée dans le secondaire. En 2010, ce sont près de 550 000 personnes qui parlent français en Thaïlande (0,8 % de la population).
En 2020, en Thaïlande, le français est enseigné dans 210 écoles secondaires et plus de 30 universités. Selon les chiffres officiels, on dénombre plus d’une centaine de milliers de locuteurs et près de 40 000 apprenants dans le pays.

### Viêt Nam
Au Viêt Nam, les étudiants passant par le VALOFRASE ont un taux de réussite au concours d’entrée à l’université d'environ 70 % alors que la moyenne nationale est de 15 %.
En 2007, 113 667 étudiants ont choisi le français comme langue d'étude.
40 provinces sur 64 proposent l'apprentissage du français à l'école.
En 2015, le français est parlé par 654 000 personnes, soit 0,7 % de la population du pays.

## Europe centrale et orientale

### Albanie
Le français est la deuxième langue étrangère enseignée en Albanie.

### Lituanie
La Lituanie compte, depuis la rentrée 2009, un réseau de douze établissements bilingues francophones, dont l’École Dzukija d’Alytus, où la première section bilingue lituanienne avait été créée en 2002.

### France

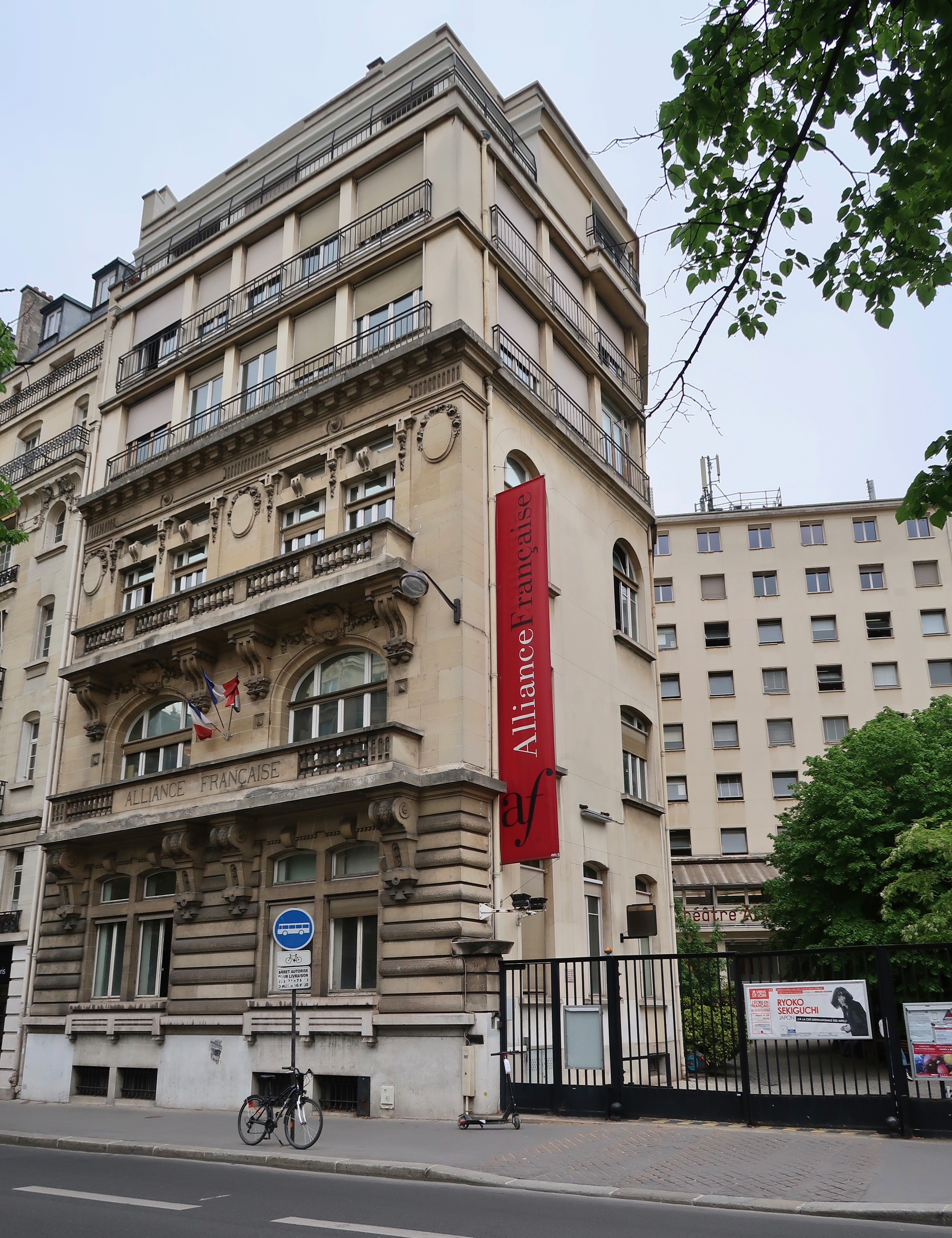
L'Alliance française Paris Île-de-France en 2019.

En France, plusieurs écoles enseignent le français langue étrangère. Le réseau principal est celui des Alliances françaises. À côté de ce réseau on trouve des centres universitaires, ou des établissements d'enseignement supérieur privé comme École de langue française ELFE ou les écoles France Langue présentes dans plusieurs villes de France et en Martinique. Le site de l'Agence de promotion du FLE - www.fle.fr - créé en 1996, propose une liste de ces écoles, ainsi que des ressources et des services professionnels. Un label « Qualité FLE » a été créé en 2007 par les ministères de l'Éducation nationale, de l'Enseignement supérieur et de la Recherche, des Affaires étrangères et de la Culture et de la Communication avec quatre critères d'évaluation : l'accueil et l'hébergement, la qualité des cours et de l'enseignement, les locaux, la gestion.

## Manuels

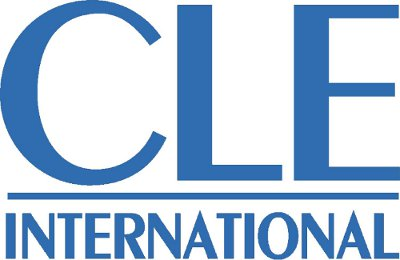
Logo de CLE International.

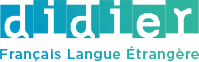
Logo de Didier FLE.